# 聖克魯斯埃爾喬爾
聖克魯斯埃爾喬爾（西班牙語：Santa Cruz el Chol），是危地馬拉的城鎮，位於該國中部，由下維拉帕斯省負責管轄，始建於1603年，面積140平方公里，海拔高度1,095米，2002年人口8,460，人口密度每平方公里60.43人。